# Битка за коту 776
Битка за коту 776 је део сукоба у Другом чеченском рату. Циљ ове битке је био преузимање контроле кањона реке Аргун, која се налази у централном делу Чеченије. Руска војска је желела да окружи и уништи групе чеченских сепаратиста, који су се тим путем повлачили после битке за Грозни.

## Период пре битке
Државне снаге су средином фебруара 2000. године почеле да ослобађају планинске делове Чеченије. Командант сектора, генерал поручник Трошев, је направио план за наставак операција. Суштина операције је била да се користе ваздушно десантне снаге, које би биле транспортоване авионима или хеликоптерима на битна узвишења. Главнина снага би се укључила у операцију тек пошто би та узвишења била осигурана.
| „                | Не намеравамо да нападнемо побуњенике из равнице, него са висине, са планина. | ” |
| — генерал Трошев |                                                                               |   |

Убрзо су падобранци спуштени у кањон реке Аргун. Мало касније, на југу, делови 56. падобранске регименте су пребачени хеликоптерима у област Јалкорој, са циљем блокирања клисуре. Такође су преузете мере да се појачају сектори покривени федералним снагама које су се налазиле у подножјима планина. Направљени су сектори са системима јаких тачака, који су били обезбеђени минираним препрекама и покривени свим врстама доступног оружја, са циљем да се побуњеници не пробију у Централну равницу.
До почетка фебруара 2000. године, формације бандита су одбијене од планина сектором федералних снага на северу, и тактички пребаченим падобранским јединицама на југу. Падобранци су заједно са граничном службом имали циљ да пресеку линије снабдевања побуњеника ка Грузији и даљем југу. Након овога су постојали услови за отпочињање операције ликвидирања побуњеника у планинским пределима.

## Припрема за битку

### Позиција и тактика побуњеника
- У Аргунској клисури се налазио Катаб са око 2.000 бораца.
- У Ведено рејону се налазило око 600 војника под командом Шамила Басајева. Међутим, после његовог рањавања и ампутације ноге, замењивао га је један официр на бојном бољу.
- У Ногај-Јурт рејону је било стационирано око 800 бораца под командом Ширвани Басајева.
- У рејонима Итум-Кале и Шатој се налазило више група побуњеника, процењених на око 1.000 бораца, под командом Руслана Гелаева. Он је одвео своју групу до родног села Комсомолскаје.

Да би се што дуже задржали у насељеним местима, користили су најразноврсније технике и методе. На позиције где се мислило да ће проћи федералне снаге су постављане цеви са запаљивим течностима у саму основу пута. Често су користили псе, са бакљама везаним око огрлице, за откривање непријатељских положаја.

### Позитивне и негативне карактеристике побуњеника
Побуњеници су имали шест година искуства у ратовању, и били су религијско-национални фанатици који су били спремни да умру за остварење својих циљева. Такође су у својим редовима имали плаћенике и инструкторе, који су завршили специјалне обуке у камповима на Блиском истоку и у земљама средње Азије. Такође су одлично познавали терен, и како да најбоље искористе његове предности. Знали су да припреме насељена места и окружење за дугорочну одбрану. За транспорт су користили магарце и више врста возила. Жене и децу су често користили као извиђаче.
Међутим, побуњеници су имали и више слабости које су се могле искористити против њих.
- Делимично је опао морал јединица које су поражене у борбама у равницама, и у борбама после повлачења из Грозног.
- Међу командантима је постојао низ неслагања и то по више тачака.
- Побуњеници, који су некад имали већу подршку међу народом, су је временом добрим делом изгубили.
- Смањила им се могућност за набавку оружја, муниције и остале опреме.
- Било је све теже на време остварити медицинску негу за рањенике.

### Припремање терена од стране Руске војске
Федералне снаге су 10. фебруара преузеле пуну контролу над центром рејона Итум Калеом. До 19. фебруара инжењеријске јединице су изградиле и унапредиле путне линије које ће бити коришћене за напредовање у планине.
Прва група специјалних извиђачких група, које су се састојале од више извиђачких група, јединице за осматрање терена, минобацачког вода, против-тенковске групе, бацача пламена и инжењерске групе, су пребачене ваздушним путем на Алпијски планину 18. фебруара.
Из угла федералних снага, прекретница у борбеним операцијама се догодила 22. фебруара, када су руске снаге заузеле Селментазуен и Махети, чиме су биле у бољем положају да пресретну формације побуњеника које су се налазиле у Шатојској области. Генерал Трошев 25. фебруара је објавио да је Шатојска област затворена, да је круг стегнут и да је следећи корак санирање. У извештају 27. фебруара се каже да је извршено раздвајање побуњеничких снага на два дела, са циљем да се те групе униште једна по једна.

### Организовање Ичкерских побуњеника за битку
Ал-Катаб није имао превише избора око места пробијања својих јединица из обруча. Да би направио пролаз кроз Ведено, и онда можда и у Дагестан, било је неопходно да изађе из Селментаузена преко планина или дуж корита реке Шаро Аргун, или њене притоке Абазулгол.
У то време године, кретање по залеђеној и клизавој планини је било опасно и споро. Генерал Трошев је изјавио да у то време није могао а претпостави да ће непријатељ ризиковати да се већим снагама пробија кроз тај терен.

## Ток битке
Тактичка група 104. падобранске десантне регименте је 28. фебруара је добила на извршење следећи циљ:до 14. сати 29. фебруара да напредују 4 километра југоисточно од Улус-Керта. Део регименте је блокирао подручје Селементаузена са циљем спречавања пробоја побуњеника у правцу Махетија, Киров-Јурта, Елистанжија и Ведена. Време је показало да су побуњеници ипак пробили ту блокаду.

### Распоређивање треће чете
Трећом четом, којом је командовао старији поручник Васиљев, заузимао је главне висове 5 километара источно од Улус-Керта. Они ће ту први бити нападнути од стране побуњеника. Тај напад је био неуспешан, и то највише због доброг положаја и организације руских снага. Побуњеници су се из кањона пели на узвишење, што им није дало времена да се консолидују и озбиљније одговоре на густу аутоматску ватру, због чега су се брзо повукли.
У том окршају су имали веће губитке. Највероватније због тог окршаја је Ал-Катиб одлучио да обиђе положаје падобранаца крећући се другом обалом реке.

### Распоређивање шесте чете
Јединице другог батаљона нису учествовале у ранијим акцијама. Оне су биле постављене на најважнијим висовима изнад Шаро-Аргун кањона. Да би се смањила шанса да се побуњеници провуку кроз планине, између река Шаро-Аргун и Абазулгол, командант 104 регименте, пуковник Мелентјев је наредио команданту шесте чете, мајору Молодову да заузме још једну важну површину - Истјкорт у близини Улус-Керта. Међутим, пошто је мајор Молодов, тек дан раније преузео контролу над четом и није стигао да упозна чланове јединице, одређено је да командант другог батаљона потпуковник Марк Јевтјукин преузме команду над четом.
По генералу Трошеву, падобранце није чекао лак задатак. Да би задатак испунили на време, морали су да брзим маршом пређу 15 километара клизавог планинског пута, под пуном ратном опремом и материјалом за нови камп, без којег не би могли да преживе на планини. Иако су се кретали највећом могућом брзином, нису стигли у Истјкорт на време. Да би се кретали узаним планинским путевима, војници су морали да иду у реду један иза другог. Више пута су војници падали са пута, па се ту губило додатно време на њихово враћање на пут.
По Владимиру Воробјеву, бившем падобранском официру, који је вршио истрагу због смрти свог сина и зета, ово је била трећа грешка од стране команде:
| „                   | Марш је требало да се изврши без ношења додатног пртљага и само најосновније ствари је требало да буду ношене. Тек кад су стигли до узвишења и припремили утврђења и положаје, могли су да траже шаторе. | ” |
| — Владимир Воробјев | |   |

### Заузимање коте 776
Потпуковник Јевтјукин је рапортирао пуковнику Мелентјеву да су они (извиђачка група) стигли на коту 776, на путу за Истјкорт. Путовали су целе ноћи да би што брже стигли. Извиђачка група од пет људи под командом старијег поручника Воробјева је прва стигла на коту 776. Група од пет људи се кретала брзо, и када је командант извиђачке групе јавио да је кота 776 чиста, они су наставили ка коти 705.6.
| „ | Било је скоро 11 сати када је први вод шесте чете стигао на коту 776. Други вод се споро извукао на коту. Трећи вод није могао да стигне до циља:побуњеници су запуцали на њих са леђа, и тада је кордон био опкољен. | ” |

Извиђачка група од пет људи, под командом поручника Воробјева, без оптерећења велике количине опреме, је већ стигла на узвишење Истј-Корт (кота 705.6), када су приметили групу од 20 побуњеника. Користећи природу и терен, приближили су се побуњеницима довољно близу, да их нападну бомбама. Овом акцијом су открили свој положај, после чега су почели ужурбано да се повлаче до главног дела јединице на коти 776. Побуњеници су одмах покушали да окруже групу. У међувремену мајор Молодов је са својом групом кренуо са коте 776, да помогне извиђачкој групи. Однос снага је био на страни побуњеника, тако да су падобранци морали, са рањеницима на раменима, да се врате на коту 776. Мајор Молодов је био први од падобранаца који је погинуо.

### Напад побуњеника на коту 776
У том тренутку две бројчано сличне групе побуњеника су се кретале уз реке Шаро-Аргун и Абазулгол. Кретали су се тако да су ударали на бокове коте 776, где су подређени потпуковника Јевтјукина били стационирани. Побуњеници су извршили напад у бојевој формацији, са две извиђачке групе од по 30 људи. Иза њих су биле још две јединице које су обезбеђивале марш, бројности од по 50 људи. То је било 160 бораца који су јурили за групом Воробјева и Молодова. Имали су наређење да се крећу тихо и не пуцају, осим ако им се не нареди. На крају су их падобранци приметили, али је остало питање како команда није знала за ту групу.
Ал-Катаб је одмах наредио да се изврши напад свим могућим оружјем, да би се падобранцима омогућило укопавање и припремање положаја за одбрану. Побуњеничке снаге нису штеделе муницију за минобацаче. После првог напада, падобранцима је предложено да предају коту 776 у замену за своје животе. Нико није пристао на то, и после те понуде, падобранци су се у битку вратили са обновљеном снагом.
| „               | Почело је снажно минобацачко бомбардовање. Мора се обратити пажња на следећу чињеницу: минобацачи који су тукли по узвишењу, нису били само на положајима побуњеника, већ и из аула Селментаузена, који се налазио иза леђа шесте чете. Два минобацача од 120 милиметара. Они су пуцали све док побуњеници нису стигли до самог врха. Када су видели велику разлику у односу снага побуњеника у односу на падобранце (више од 2.500 побуњеника), позвали су у помоћ хеликоптере. После одређеног периода су стигла два Ми-24, али нису испалили ниједан салво. Окренули су се и вратили у базу. У јединици није било човека који би наводио хеликоптере. По Воробјевом мишљењу, чак и да су испалили неусмерене хице, побуњеници би се разбежали. | ” |
| — Новаја газета | |   |

### Покушај ослобађања шесте чете из обруча
Још једна велика стратешка грешка је била што радио-станица која се налазила у поседу јединице није имала могућност да кодира преношење порука, тако да су побуњеници тачно знали шта се догађа. Чули су сваки разговор између потпуковника Јевтјукина и пуковника Мелентјева, у којима је тражио помоћ. Јединица није добила појачање, као ни подршку артиљерије. Пуковник Мелентјев је више пута враћао артиљеријску јединицу са борбеног положаја, иако би тиме могли много да помогну у борби против побуњеника. Чак је и командант артиљеријске јединице више пута захтевао да дејствују.
Иако је магла била разлог некоришћења фронталне авијације и војске, не зна се разлог зашто није коришћена артиљерија. Чак су и у команди артиљеријске јединице чули шта се догађа на коти 776 и питали: „Шта се дешава, да ли је потребна помоћ?“. Сви ти предлози су одбијени.
Командант падобранске регименте је дао команду првој чети да се пробију до борбеног подручја и помогну у ослобађању шесте чете из обруча. Да би стигли до тамо, морали су да пређу реку Абазулгол, али ни то нису успели да ураде, јер су били нападнути од стране побуњеника. Падобранци су морали да консолидују своје снаге на обали реке. Чак и уз подршку артиљерије, покушали су више пута да пробију обруч ка шестој чети, али их је непријатељ сваки пут у томе заустављао. На коту 776 су стигли тек 2. марта. Трошев је навео да је покушао да извуче шесту чету из обруча, али да га је у томе омео јак отпор противника и лоше време.
Касније је генерал Трошев рекао:
| „                | Борбено искуство је показало да је употреба авијације и артиљерије генерално веома опасно. Лако је уништити авионе и посаде. Дакле, тежина ватрене подршке за окружене људе је био тег на раменима нишанџија. | ” |
| — Генерал Трошев | |   |

Постоји прича да је заменик команданта батаљона мајор Доставалов успео да са четвртом четом пробије обруч побуњеника. Како су успели да пробију обруч је још увек непознато. Сумња се на умор побуњеника, а и на то да они нису очекивали на толику одважност падобранаца, јер је њихова будност опала.

### Крај битке
Извиђачи поручника Воробјева и Кожемјакина су по речима преживелог Алексеја Комарова, водили жестоку борбу са бандитима. Борба је била прса у прса, а оружје је често била и лопата. Воробјев, коме су ноге биле откинуте минобацачком гранатом и који је имао још других рана, се борио до задњих снага.
| „ | Када је прва чета 2. марта стигла на коту 776, тело хероја је још било топло. Овај храбри официр у бици за Идрис убио Ал-Катабовог пријатеља, који је био вођа банде кољача. До задњег метка, Дмитриј Кожемјакин је покривао повлачење својих подређених, наредника Супонинског и војника Поршнева. Нико није напустио своју браћу по оружју. На коти 776 је било људи разних вероисповести:хришћана, муслимана, различитих националности:Руса, Украјинаца, Татара и Јевреја, који су се борили један поред другог. Минијатура скоро целог Совјетског Савеза је представљено у овој борби. | ” |

До 5 сати ујутро 1. марта, батаљон „бели анђели“ под командом Басајева и Катаба су стигли на узвишицу. У 6 сати и 11 минута, потпуковник Јевтјукин је последњи пут затражио артиљеријску подршку, овог пута на свој положај. Онда је комуникација замрла.
Група официра је добровољно отишла током ноћи 2. марта на узвишење. Пошто су претражили бојно поље, нису пронашли никог живог. Војници и официри су били унакажени (Катаб је наредио да се нико не остави жив), а неки и обезглављени.

## Последице

### Исход битке
Само шест падобранаца је преживело, док је 84 изгубило животе. Генерал Трошев је тврдио да је остварена победа. Група од 1.500 побуњеника је разбијена и растерана. Ал-Катаб није успео да се пробије до свог циља - Селментаузена и области Ведено. Неке мање групе су се пробиле, као једна од 70 бораца, који су окружени у Селментаузену. Они су били промрзли и деморалисани. Нису имали вољу да се боре за свој циљ. Тврђено је да падобранци нису само уништили њихове планове, него и вољу побуњеника да се боре.
Међутим, неке од ових тврдњи су се током наредних дана показале више као митови него као чињенице. На операцију да се истерају побуњеници под командом Руслана Гелаева из Комсмолскаје током марта 2000. године, је директно утицала потреба да се сачувају животи регуларних војника после несреће у Улус-Керту (коте 776). Због тих ограничења, операција је дуго трајала. Опсада је трајала скоро 14 дана, јер су побуњеници били одлично утврђени. У међувремену Руслан Гелаев је побегао и правио проблеме Руским и Грузијским властима, све до смрти 2004. године.

### Одложено објављивање резултата битке
Не зна се зашто се чекало до 7. марта да се изађе у јавност са бројем погинулих припадника падобранских јединица. На вестима се прво причало о 20, па о 31 и на крају се признало да су у питању 84 жртве. Маршал Игор Сергејев, који је у то време био министар одбране, је 10. марта потврдио да је 85 војника из Псковске дивизије изгубило животе. У исто време, генерал авијације Николај Стасков је изјављивао да је погинуло 84 војника. Медији су једно време тврдили да је битка на коти 776 трајала између 3 и 4. марта, док је чета уништена већ 1. марта.

### Спекулације
Најгори исход ове несреће по Руско ратно ваздухопловство је што многи официри у регименти верују да је коридор за пролаз Катабових снага био купљен, и да само падобранци нису знали о том „договору“.